# Óblast de Jersón (Rusia)
El óblast de Jersón (en ruso: Херсонская область, romanizado: Khersonskaya oblast') es un óblast de facto establecido unilateralmente en el territorio del óblast ucraniano ocupado por Rusia en el desde 2022. Su capital administrativa (de facto) es desde noviembre de 2022 la ciudad de Gueníchesk. Rusia se apoderó de la provincia en su invasión de Ucrania en 2022 y en septiembre de 2022 se celebró un referéndum, considerado ilegítimo por la comunidad internacional, al que siguió un tratado de adhesión el 30 de septiembre de 2022, convirtiéndose así en un nuevo sujeto federal de Rusia junto con la República Popular de Lugansk, la República Popular de Donetsk y el óblast de Zaporoye.
El óblast ruso de Jersón, reclama para sí la totalidad del óblast de Jersón bajo administración de Kiev.

## Reconocimiento internacional
En la actualidad ningún país reconocido por la ONU ha reconocido la anexión rusa del oblast ucraniano de Jersón, aunque países como Nicaragua o Bielorrusia votaron en contra de condenar dichos referéndum en una asamblea de la ONU.

## Geografía
El óblast de Jersón está ubicado en el litoral del mar Negro. Limita al norte con Ucrania, en concreto con el óblast de Mikolaiv al noroeste y con el óblast de Dnipropetrovsk al norte; al noreste limita internamente con el óblast de Zaporoye y al sur con la República de Crimea y el mar Negro. Desde su incorporación en septiembre de 2022, la administración rusa no controla la capital regional, Jersón, teniendo úncamente el control en la zona derecha del Dniéper.

### Distrito federal
Con la incorporación de Jersón, así como Donetsk, Lugansk y Zaporiyia a la Federación de Rusia tras los referéndums de anexión puestos en duda por la comunidad internacional, se esperaba que los antiguos territorios ucranianos se incorporasen al Distrito federal del Sur, como ya lo hicieron Crimea y la ciudad federal de Sebastopol, también ocupadas y administradas por Rusia.
Sin embargo, en un comunicado a finales de septiembre de 2022, tras registrar los nuevos sujetos federales rusos, Yevgueni Balitski, jefe de la Administración Militar y Civil de Zaporiyia hasta entonces y líder del nuevo óblast de Zaporoye, informó de que Rusia estaba trabajando en crear un nuevo distrito federal que agrupase los cuatro territorios ucranianos incorporados en septiembre de 2022.
Hasta la fecha, ninguno de los cuatro territorios ucranianos anexionados en septiembre de 2022 han sido encuadrados en ningún distrito federal.

### División administrativa
La división administrativa de Jersón responde a la división del óblast ucraniano de Jersón hasta 2020:
- Raión de Bilozerka
- Raión de Chaplynka
- Raión de Golo Prystan
- Raión de Gornostaivka
- Raión de Ivánivka
- Raión de Kalanchak
- Raión de Oleshky
- Raión de Novotroitske
- Raión de Novovorontsovka
- Raión de Nyzhni Sirohozy
- Raión de Velika Lepetyka
- Raión de Velika Oleksándrivka
- Raión de Verjni Rogáchyk
- Raión de Vysokopillia

### Zona horaria
Jersón se encuentra en la zona horaria de Moscú (MSK/MSD). UTC +0300 (MSK).

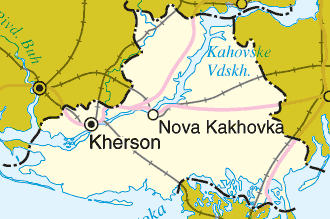
Mapa de Jersón